# Stazione di Tōdaimae
La stazione di Tōdaimae (東大前駅?, Tōdaimae-eki) è una stazione della metropolitana di Tokyo che si trova a Minato. La stazione si trova di fianco al campus Yayoi dell'Università di Tokyo e all'Università Bunkyo Gakuin.